# 2024-es Formula–1 Las Vegas-i nagydíj
A Las Vegas-i nagydíj volt a 2024-es Formula–1 világbajnokság huszonkettedik futama, amelyet 2024. november 21. és november 23. között rendeztek a Las Vegas Strip Circuit versenypályán, Las Vegasban, mesterséges fényviszonyok között. Ez volt a harmadik futam egy szezonon belül az Amerikai Egyesült Államokban.

## Választható keverékek
| Abroncs              | Friss | Használt |
| -------------------- | ----- | -------- |
| Kemény keverék (C3)  |       |          |
| Közepes keverék (C4) |       |          |
| Lágy keverék (C5)    |       |          |
| Átmeneti esőgumi (I) |       |          |
| Teljes esőgumi (W)   |       |          |

## Szabadedzések

### Első szabadedzés
A las vegasi nagydíj első szabadedzését november 21-én, péntek hajnalban tartották, magyar idő szerint 5:30-tól.
| helyezés | versenyző        | csapat/motor                 | elért idő | különbség | futott kör |
| -------- | ---------------- | ---------------------------- | --------- | --------- | ---------- |
| 1        | Lewis Hamilton   | Mercedes                     | 1:35,001  |           | 26         |
| 2        | George Russell   | Mercedes                     | 1:35,397  | +0,396    | 29         |
| 3        | Lando Norris     | McLaren-Mercedes             | 1:35,954  | +0,953    | 26         |
| 4        | Charles Leclerc  | Ferrari                      | 1:36,007  | +1,006    | 26         |
| 5        | Max Verstappen   | Red Bull Racing-Honda RBPT   | 1:36,038  | +1,037    | 25         |
| 6        | Carlos Sainz Jr. | Ferrari                      | 1:36,218  | +1,217    | 26         |
| 7        | Fernando Alonso  | Aston Martin Aramco-Mercedes | 1:36,262  | +1,261    | 25         |
| 8        | Oscar Piastri    | McLaren-Mercedes             | 1:36,451  | +1,450    | 25         |
| 9        | Pierre Gasly     | Alpine-Renault               | 1:36,478  | +1,477    | 24         |
| 10       | Sergio Pérez     | Red Bull Racing-Honda RBPT   | 1:36,536  | +1,535    | 25         |
| 11       | Kevin Magnussen  | Haas-Ferrari                 | 1:36,811  | +1,810    | 24         |
| 12       | Lance Stroll     | Aston Martin Aramco-Mercedes | 1:36,817  | +1,816    | 25         |
| 13       | Alexander Albon  | Williams-Mercedes            | 1:36,948  | +1,947    | 25         |
| 14       | Esteban Ocon     | Alpine-Renault               | 1:37,152  | +2,151    | 25         |
| 15       | Nico Hülkenberg  | Haas-Ferrari                 | 1:37,200  | +2,199    | 24         |
| 16       | Valtteri Bottas  | Kick Sauber-Ferrari          | 1:37,765  | +2,764    | 25         |
| 17       | Franco Colapinto | Williams-Mercedes            | 1:38,025  | +3,024    | 28         |
| 18       | Csou Kuan-jü     | Kick Sauber-Ferrari          | 1:38,350  | +3,349    | 23         |
| 19       | Cunoda Júki      | RB-Honda RBPT                | 1:38,574  | +3,573    | 23         |
| 20       | Liam Lawson      | RB-Honda RBPT                | 1:38,730  | +3,729    | 28         |

### Második szabadedzés
A las vegasi nagydíj második szabadedzését november 21-én, péntek reggel tartották, magyar idő szerint 7:00-tól.
| helyezés | versenyző        | csapat/motor                 | elért idő | különbség | futott kör |
| -------- | ---------------- | ---------------------------- | --------- | --------- | ---------- |
| 1        | Lewis Hamilton   | Mercedes                     | 1:33,825  |           | 24         |
| 2        | Lando Norris     | McLaren-Mercedes             | 1:33,836  | +0,011    | 25         |
| 3        | George Russell   | Mercedes                     | 1:34,015  | +0,190    | 28         |
| 4        | Carlos Sainz Jr. | Ferrari                      | 1:34,105  | +0,280    | 29         |
| 5        | Charles Leclerc  | Ferrari                      | 1:34,313  | +0,488    | 28         |
| 6        | Pierre Gasly     | Alpine-Renault               | 1:34,651  | +0,826    | 29         |
| 7        | Kevin Magnussen  | Haas-Ferrari                 | 1:34,686  | +0,861    | 19         |
| 8        | Oscar Piastri    | McLaren-Mercedes             | 1:34,798  | +0,973    | 26         |
| 9        | Nico Hülkenberg  | Haas-Ferrari                 | 1:34,818  | +0,993    | 24         |
| 10       | Cunoda Júki      | RB-Honda RBPT                | 1:34,997  | +1,172    | 23         |
| 11       | Valtteri Bottas  | Kick Sauber-Ferrari          | 1:35,020  | +1,195    | 27         |
| 12       | Esteban Ocon     | Alpine-Renault               | 1:35,221  | +1,396    | 25         |
| 13       | Lance Stroll     | Aston Martin Aramco-Mercedes | 1:35,251  | +1,426    | 27         |
| 14       | Fernando Alonso  | Aston Martin Aramco-Mercedes | 1:35,440  | +1,615    | 25         |
| 15       | Liam Lawson      | RB-Honda RBPT                | 1:35,671  | +1,846    | 23         |
| 16       | Csou Kuan-jü     | Kick Sauber-Ferrari          | 1:35,765  | +1,940    | 28         |
| 17       | Max Verstappen   | Red Bull Racing-Honda RBPT   | 1:35,834  | +2,009    | 25         |
| 18       | Franco Colapinto | Williams-Mercedes            | 1:35,868  | +2,043    | 30         |
| 19       | Sergio Pérez     | Red Bull Racing-Honda RBPT   | 1:36,055  | +2,230    | 24         |
| 20       | Alexander Albon  | Williams-Mercedes            | 1:39,629  | +5,804    | 4          |

### Harmadik szabadedzés
A las vegasi nagydíj harmadik szabadedzését november 22-én, szombat hajnalban tartották, magyar idő szerint 3:30-tól.
| helyezés | versenyző        | csapat/motor                 | elért idő | különbség | futott kör |
| -------- | ---------------- | ---------------------------- | --------- | --------- | ---------- |
| 1        | George Russell   | Mercedes                     | 1:33,570  |           | 16         |
| 2        | Oscar Piastri    | McLaren-Mercedes             | 1:33,785  | +0,215    | 12         |
| 3        | Carlos Sainz Jr. | Ferrari                      | 1:33,918  | +0,348    | 14         |
| 4        | Lando Norris     | McLaren-Mercedes             | 1:34,008  | +0,438    | 12         |
| 5        | Max Verstappen   | Red Bull Racing-Honda RBPT   | 1:34,137  | +0,567    | 15         |
| 6        | Lewis Hamilton   | Mercedes                     | 1:34,341  | +0,771    | 15         |
| 7        | Alexander Albon  | Williams-Mercedes            | 1:34,407  | +0,837    | 13         |
| 8        | Franco Colapinto | Williams-Mercedes            | 1:34,723  | +1,153    | 13         |
| 9        | Kevin Magnussen  | Haas-Ferrari                 | 1:34,883  | +1,313    | 12         |
| 10       | Pierre Gasly     | Alpine-Renault               | 1:34,905  | +1,335    | 13         |
| 11       | Nico Hülkenberg  | Haas-Ferrari                 | 1:34,908  | +1,338    | 14         |
| 12       | Charles Leclerc  | Ferrari                      | 1:34,941  | +1,371    | 13         |
| 13       | Sergio Pérez     | Red Bull Racing-Honda RBPT   | 1:35,061  | +1,491    | 19         |
| 14       | Esteban Ocon     | Alpine-Renault               | 1:35,460  | +1,890    | 13         |
| 15       | Fernando Alonso  | Aston Martin Aramco-Mercedes | 1:35,938  | +2,368    | 14         |
| 16       | Cunoda Júki      | RB-Honda RBPT                | 1:36,215  | +2,645    | 17         |
| 17       | Valtteri Bottas  | Kick Sauber-Ferrari          | 1:36,412  | +2,842    | 12         |
| 18       | Liam Lawson      | RB-Honda RBPT                | 1:36,544  | +2,974    | 17         |
| 19       | Lance Stroll     | Aston Martin Aramco-Mercedes | 1:36,950  | +3,380    | 13         |
| 20       | Csou Kuan-jü     | Kick Sauber-Ferrari          | 1:36,988  | +3,418    | 15         |

## Időmérő edzés
| helyezés | rajtszám | versenyző        | csapat/motor                 | 1. rész  | 2. rész  | 3. rész  | rajthely | futott kör |
| -------- | -------- | ---------------- | ---------------------------- | -------- | -------- | -------- | -------- | ---------- |
| 1        | 63       | George Russell   | Mercedes                     | 1:33,186 | 1:32,779 | 1:32,312 | 1        | 25         |
| 2        | 55       | Carlos Sainz Jr. | Ferrari                      | 1:33,484 | 1:32,711 | 1:32,410 | 2        | 24         |
| 3        | 10       | Pierre Gasly     | Alpine-Renault               | 1:33,691 | 1:32,879 | 1:32,664 | 3        | 25         |
| 4        | 16       | Charles Leclerc  | Ferrari                      | 1:33,446 | 1:33,016 | 1:32,783 | 4        | 23         |
| 5        | 1        | Max Verstappen   | Red Bull Racing-Honda RBPT   | 1:33,299 | 1:33,085 | 1:32,797 | 5        | 21         |
| 6        | 4        | Lando Norris     | McLaren-Mercedes             | 1:33,592 | 1:33,099 | 1:33,008 | 6        | 20         |
| 7        | 22       | Cunoda Júki      | RB-Honda RBPT                | 1:33,789 | 1:33,089 | 1:33,029 | 7        | 25         |
| 8        | 81       | Oscar Piastri    | McLaren-Mercedes             | 1:33,450 | 1:33,024 | 1:33,033 | 8        | 21         |
| 9        | 27       | Nico Hülkenberg  | Haas-Ferrari                 | 1:33,920 | 1:33,114 | 1:33,062 | 9        | 17         |
| 10       | 44       | Lewis Hamilton   | Mercedes                     | 1:33,225 | 1:32,567 | 1:48,106 | 10       | 24         |
| 11       | 31       | Esteban Ocon     | Alpine-Renault               | 1:33,968 | 1:33,221 |          | 11       | 18         |
| 12       | 20       | Kevin Magnussen  | Haas-Ferrari                 | 1:33,991 | 1:33,297 |          | 12       | 12         |
| 13       | 24       | Csou Kuan-jü     | Kick Sauber-Ferrari          | 1:34,079 | 1:33,566 |          | 13       | 17         |
| 14       | 43       | Franco Colapinto | Williams-Mercedes            | 1:33,746 | 1:33,749 |          | boxutca  | 16         |
| 15       | 30       | Liam Lawson      | RB-Honda RBPT                | 1:34,087 | 1:34,257 |          | 14       | 17         |
| 16       | 11       | Sergio Pérez     | Red Bull Racing-Honda RBPT   | 1:34,155 |          |          | 15       | 10         |
| 17       | 14       | Fernando Alonso  | Aston Martin Aramco-Mercedes | 1:34,258 |          |          | 16       | 9          |
| 18       | 23       | Alexander Albon  | Williams-Mercedes            | 1:34,425 |          |          | 17       | 10         |
| 19       | 77       | Valtteri Bottas  | Kick Sauber-Ferrari          | 1:34,430 |          |          | 19       | 10         |
| 20       | 18       | Lance Stroll     | Aston Martin Aramco-Mercedes | 1:34,484 |          |          | 18       | 3          |

## Futam
| helyezés | rajtszám | versenyző        | csapat/motor                 | futott kör | idő/kiesés oka | rajthely | pont |
| -------- | -------- | ---------------- | ---------------------------- | ---------- | -------------- | -------- | ---- |
| 1        | 63       | George Russell   | Mercedes                     | 50         | 1:22:05,969    | 1        | 25   |
| 2        | 44       | Lewis Hamilton   | Mercedes                     | 50         | +7,313         | 10       | 18   |
| 3        | 55       | Carlos Sainz Jr. | Ferrari                      | 50         | +11,906        | 2        | 15   |
| 4        | 16       | Charles Leclerc  | Ferrari                      | 50         | +14,283        | 4        | 12   |
| 5        | 1        | Max Verstappen   | Red Bull Racing-Honda RBPT   | 50         | +16,582        | 5        | 10   |
| 6        | 4        | Lando Norris     | McLaren-Mercedes             | 50         | +43,385        | 6        | 9    |
| 7        | 81       | Oscar Piastri    | McLaren-Mercedes             | 50         | +51,365        | 8        | 6    |
| 8        | 27       | Nico Hülkenberg  | Haas-Ferrari                 | 50         | +59,808        | 9        | 4    |
| 9        | 22       | Cunoda Júki      | RB-Honda RBPT                | 50         | +1:02,808      | 7        | 2    |
| 10       | 11       | Sergio Pérez     | Red Bull Racing-Honda RBPT   | 50         | +1:03,114      | 15       | 1    |
| 11       | 14       | Fernando Alonso  | Aston Martin Aramco-Mercedes | 50         | +1:09,195      | 16       |      |
| 12       | 20       | Kevin Magnussen  | Haas-Ferrari                 | 50         | +1:09,803      | 12       |      |
| 13       | 24       | Csou Kuan-jü     | Sauber-Ferrari               | 50         | +1:14,085      | 13       |      |
| 14       | 43       | Franco Colapinto | Williams-Mercedes            | 50         | +1:15,172      | boxutca  |      |
| 15       | 18       | Lance Stroll     | Aston Martin Aramco-Mercedes | 50         | +1:24,102      | 18       |      |
| 16       | 30       | Liam Lawson      | RB-Honda RBPT                | 50         | +1:31,005      | 14       |      |
| 17       | 31       | Esteban Ocon     | Alpine-Renault               | 49         | +1 kör         | 11       |      |
| 18       | 77       | Valtteri Bottas  | Sauber-Ferrari               | 49         | +1 kör         | 19       |      |
| Ki       | 23       | Alexander Albon  | Williams-Mercedes            | 25         | turbó          | 17       |      |
| Ki       | 10       | Pierre Gasly     | Alpine-Renault               | 15         | motorhiba      | 3        |      |